# NGC 839

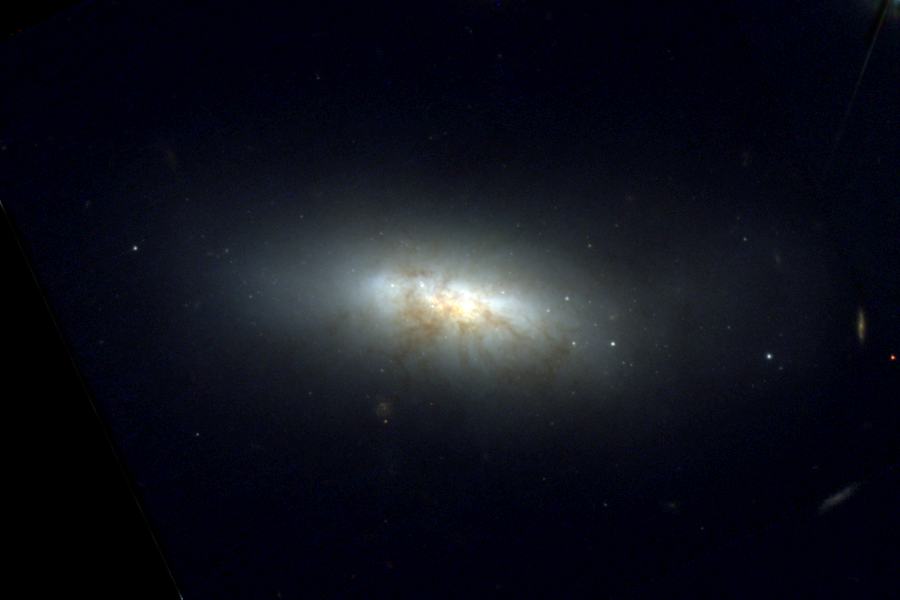
NGC 839 par le télescope spatial Hubble. (NASA/ESA Hubble Space Telescope)

NGC 839 est une galaxie lenticulaire située dans la constellation de la Baleine. NGC 839 a été découverte par l'astronome germano-britannique William Herschel en 1785.

## Caractéristiques
NGC 839 présente une large raie HI.
Sa vitesse par rapport au fond diffus cosmologique est de 3 623 ± 18 km/s, ce qui correspond à une distance de Hubble de 53,4 ± 3,8 Mpc (∼174 millions d'al).

### Luminosité dans l'infrarouge
NGC 839 est une galaxie lumineuse dans l'infrarouge.
La luminosité de la galaxie de NGC 839 dans l'infrarouge lointain (de 40 à 400 µm)  est égale à 6,46 × 1010 {\displaystyle L_{\odot }} (1010,81{\displaystyle L_{\odot }}) et sa luminosité totale dans l'infrarouge (de 8 à 1 000 µm) est de 9,33 × 1010 {\displaystyle L_{\odot }} (1010,97{\displaystyle L_{\odot }}).

## Groupe de NGC 835

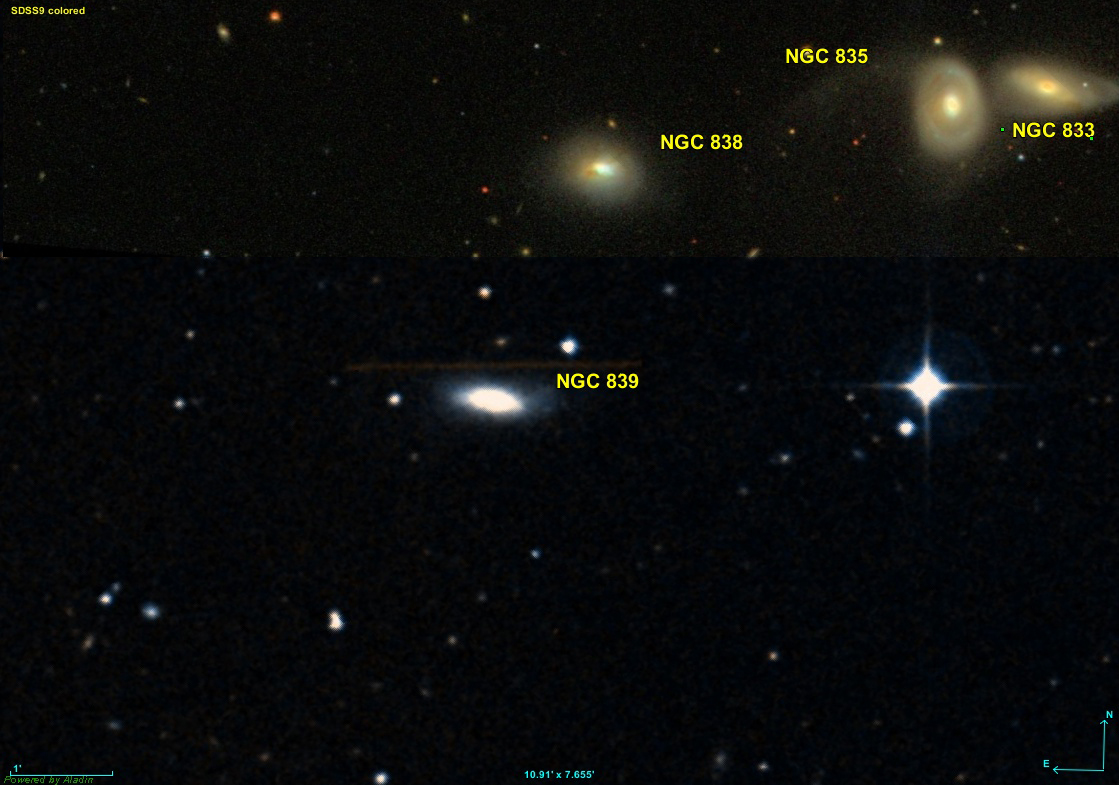
NGC 839 et ses voisines

NGC 839 fait partie du groupe de NGC 835. Outre NGC 839 et NGC 835, les autres galaxies du groupe sont NGC 833, NGC 838, NGC 848, NGC 873, et MCG -2-6-19. NGC 839 fait aussi partie du groupe compact de Hickson HCG 16 avec les galaxies NGC 833, NGC 835 et NGC 838.